# 国道480号

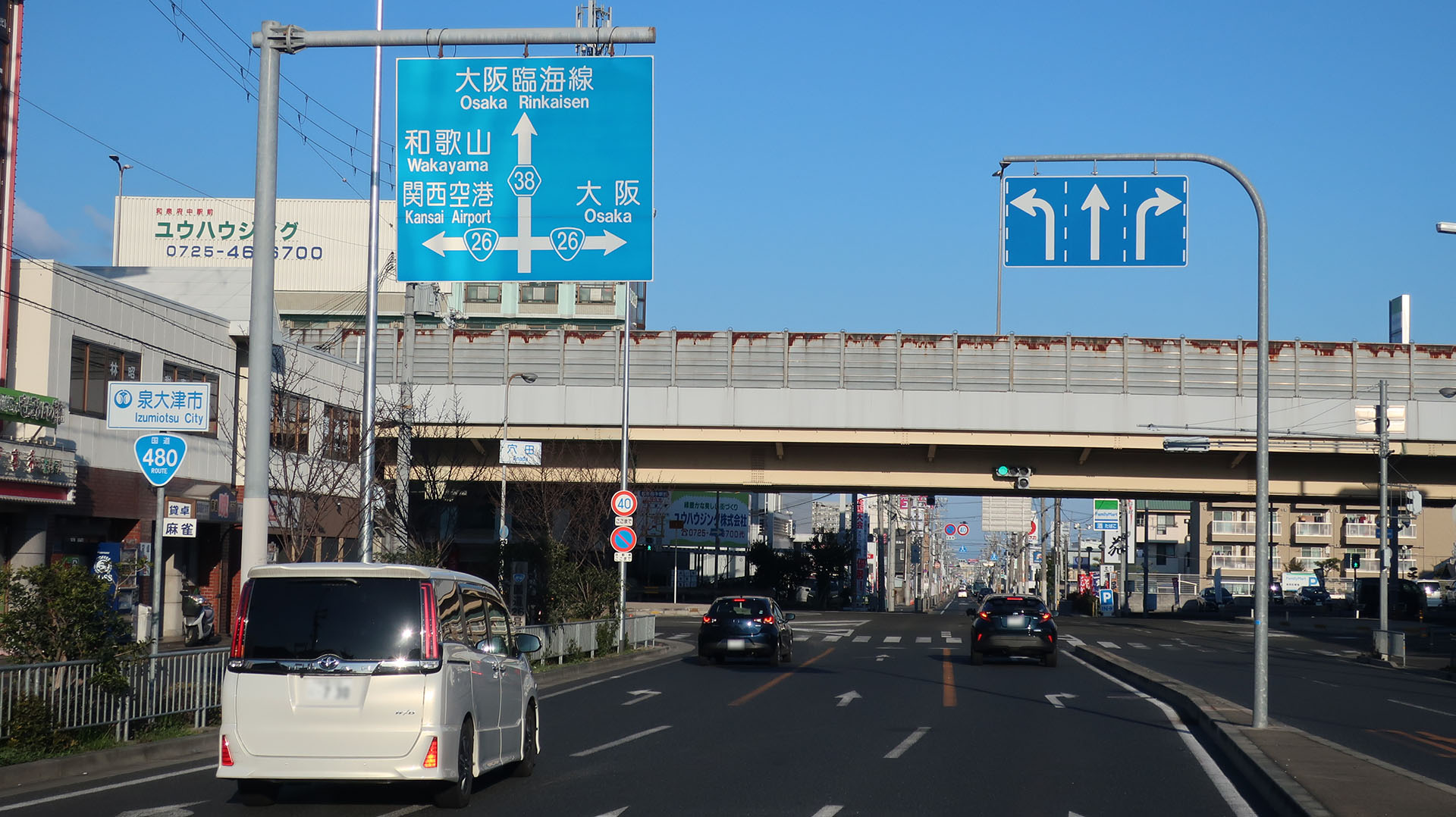
国道480号 起点
大阪府泉大津市 穴田交差点

国道480号（こくどう480ごう）は、大阪府泉大津市から和歌山県有田市に至る一般国道である。

## 概要

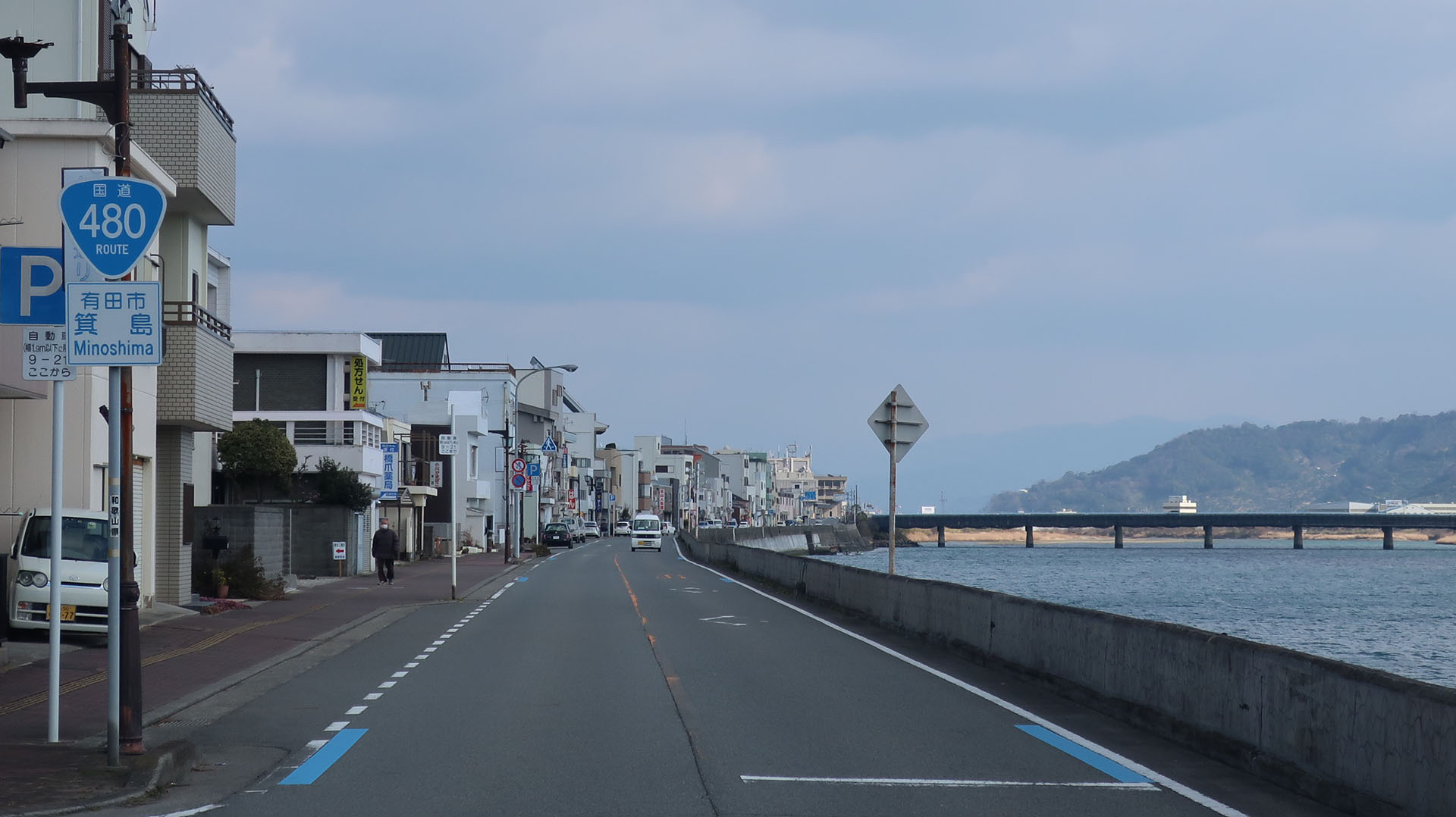
和歌山県有田市箕島（終点付近）
2020年2月撮影

1992年（平成4年）4月3日の政令で一般国道480号の路線指定が公布され、363日後の翌1993年（平成5年）4月1日に施行された。
大阪府泉大津市の国道26号分岐の穴田交差点から南進して大阪・和歌山の府県境をまたぐ和泉山脈を越えて、ユネスコ世界遺産にも登録される霊場高野山を経て、紀伊水道に面する和歌山県有田市の国道42号（有田大橋北交差点）とを結ぶ、延長約147 kmの一般国道の路線で、主な通過地は、大阪府和泉市、和歌山県伊都郡かつらぎ町、伊都郡高野町、有田郡有田川町である。高野山付近はかつて有料道路であり、日本の道100選にも数えられる高野山道路の一部である。高野山 - 有田間は、紀伊水道に注ぐ有田川の流れに沿う経路をたどる。全体的に山がちな内陸部を走る山岳道路であり、各所で道路改良事業が行われている。

### 路線データ
一般国道の路線を指定する政令に基づく起終点および重要な経過地は次のとおり。
- 起点：和泉市[注釈 2]（穴田交差点 = 国道26号交点）
- 終点：有田市（有田大橋ガード下交差点 = 国道42号交点）
- 重要な経過地：和歌山県那賀郡那賀町[注釈 3]、同県伊都郡かつらぎ町、同郡高野町、同郡花園村[注釈 4]、同県有田郡金屋町[注釈 5]
- 総延長 : 147.2 km（大阪府 24.9 km、和歌山県 122.2 km）重用延長を含む。[2][注釈 6]
- 重用延長 : 20.8 km（大阪府 2.9 km、和歌山県 17.9 km）[2][注釈 6]
- 未供用延長 : なし[2][注釈 6]
- 実延長 : 126.4 km（大阪府 22.0 km、和歌山県 104.3 km）[2][注釈 6]
  - 現道 : 114.9 km（大阪府 22.0 km、和歌山県 92.9 km）[2][注釈 6]
  - 旧道 : 2.7 km（大阪府 - km、和歌山県 2.7 km）[2][注釈 6]
  - 新道 : 8.8 km（大阪府 - km、和歌山県 8.8 km）[2][注釈 6]
- 指定区間：国道24号と重複する区間（和歌山県紀の川市・穴伏交差点 - 伊都郡かつらぎ町笠田東）[3]

### 歴史
- 1993年（平成5年）4月1日 - 一般国道480号（大阪府和泉市 - 和歌山県有田市）指定。

## 路線状況

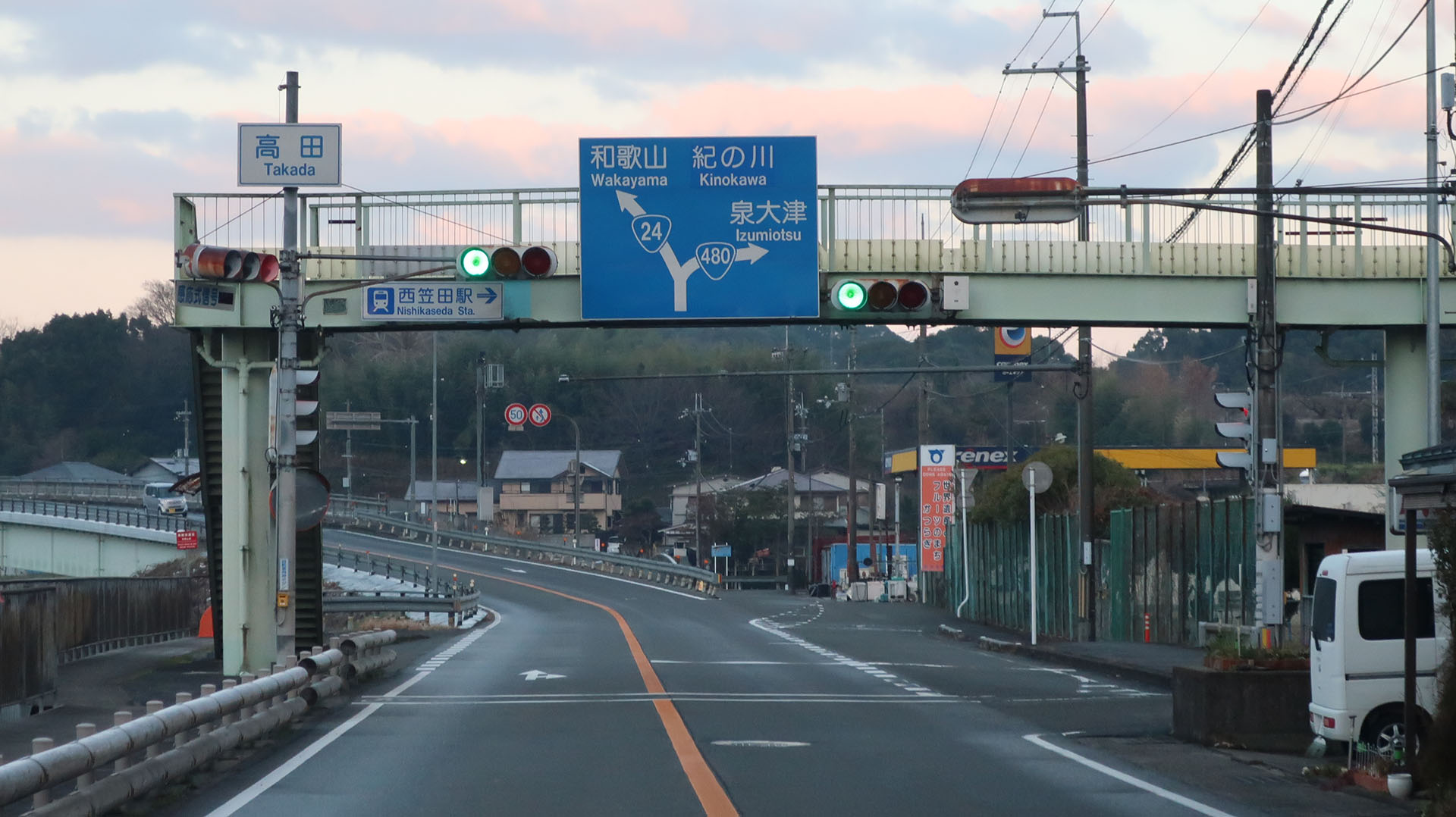
国道24号（重複区間）との便宜上の分岐点（高田交差点の和泉方）
和歌山県伊都郡かつらぎ町高田（正式な分岐点は新妹背橋を渡った先の穴伏交差点）

路線指定では紀の川市穴伏交差点よりかつらぎ町（笠田東）交差点までが国道24号との重複区間だが、穴伏交差点は国道480号と国道24号奈良方面の直進が不可能な形状のため、ここより和泉市寄りにある妹背橋からかつらぎ町高田交差点の間（国道24号旧道）が、便宜上の国道480号と案内されている。

### 通称

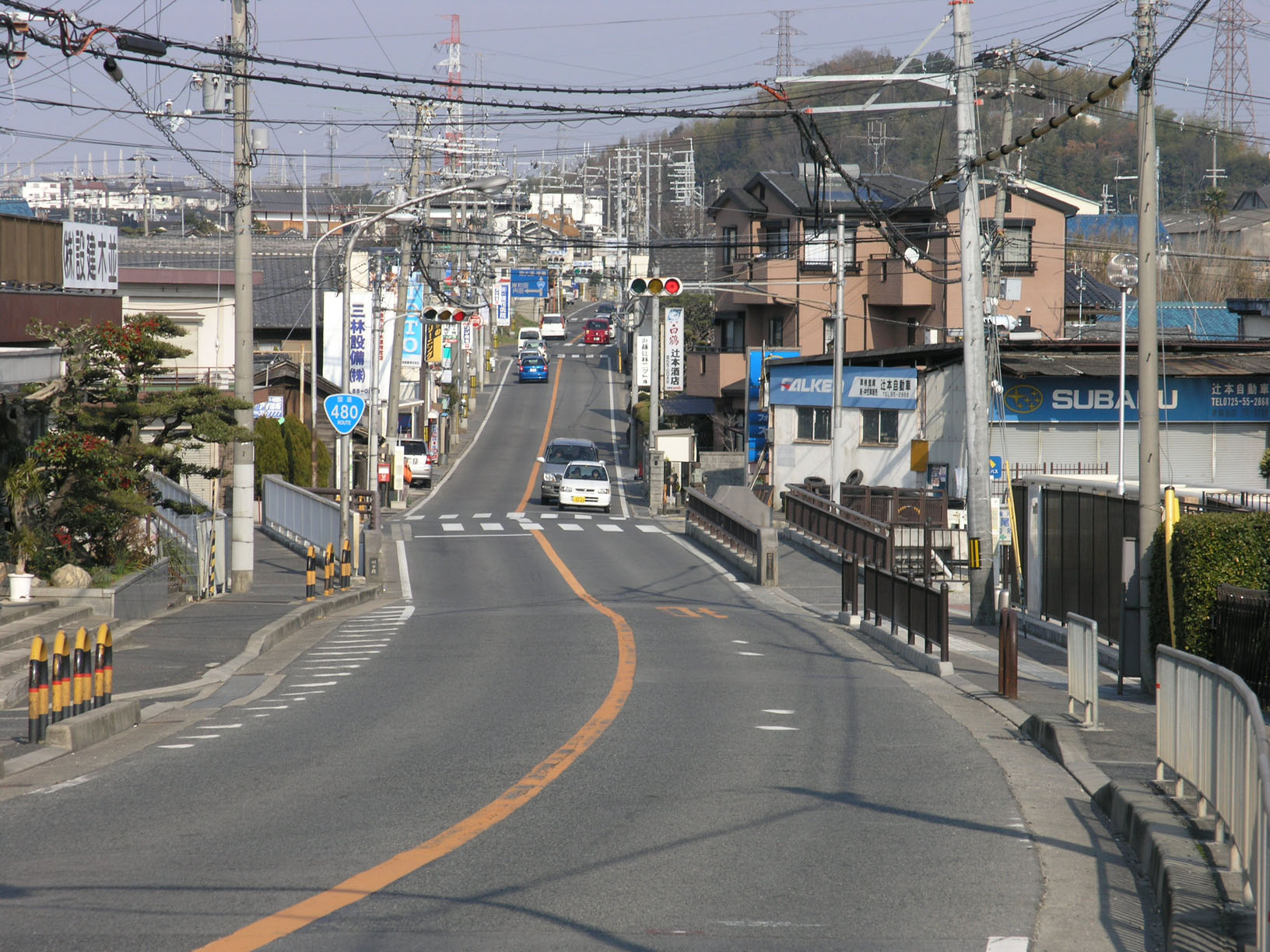
父鬼街道との重複区間
大阪府和泉市三林町。
ただし、写真中央の川中橋北詰交差点で、父鬼街道は左側へ分かれる。

- 大津街道（泉大津市・和泉市内）
和泉市国分町以北において国道480号と平行しており、一部重複している。なお、大津街道は国分峠以東において国道170号（旧道）とも一部重複しており、滋賀県・京都府内の大津街道との混同を避けるため河泉街道の別称もある。
- 父鬼街道（和泉市・かつらぎ町・紀の川市内）
和泉市和田町 - 紀の川市穴伏間において国道480号と平行しており、一部重複している。なお、父鬼街道は和田町以北において大阪府道216号和田福泉線および大阪府道36号泉大津美原線、国分峠 - 大野町間において国道170号（旧道）ともそれぞれ一部重複している。
- 泉大津粉河線（泉大津市・和泉市・かつらぎ町・紀の川市内）
1993年まで紀の川市穴伏（旧・那賀町）以北の区間は大阪府道39号・和歌山県道泉大津粉河線であった。旧・粉河町方面ではなく高野町方面へ向かう国道480号に指定された後も、大阪府内には行き先が「粉河」と表示された案内標識がいくつかあり、「粉河線」と呼ばれることもある。なお、「粉河街道」と言った場合は大阪府道241号泉佐野熊取線や大阪府道・和歌山県道62号泉佐野打田線など全く別の道路を指すので注意。
- 四郷街道（かつらぎ町内）
ただし、かつらぎ町萩原の北川橋（平道路の終点）以南は、国道480号ではなく和歌山県道125号那賀かつらぎ線（紀の川市名手上 - かつらぎ町笠田中）が「四郷街道」と呼ばれる。
紀の川市穴伏を経由する国道480号をショートカットする形の同線に京奈和自動車道かつらぎ西ICが接続しており、「四郷街道」の整備が進められている。
- 西高野街道（かつらぎ町内）
大門街道とも呼ばれ、かつらぎ町笠田から高野山に登る新しい道として江戸時代に作られた街道。なお、平安時代に作られた堺 - 河内長野間の西高野街道は国道310号と平行する全く別の道路を指すので注意。
- 高野山道路（高野町内）
  - 伊都郡九度山町 - 伊都郡高野町高野山（当国道は高野町花坂 - 高野町高野山まで）の区間は、1960年 - 1987年までは旧高野山道路（有料道路）と呼ばれ、1987年に無料開放したのちに伊都郡九度山町 - 高野町花坂（矢立交差点）までを国道370号に、高野町花坂（矢立交差点） - 高野町高野山までが国道480号に指定された。
  - 旧有料道路の高野山道路とは別に、現在、高野山の市街地を迂回する国道371号のバイパス道路建設事業（大門 - 高野龍神スカイライン間）も、高野山道路と呼ばれている。現在は開通済み。

### バイパス

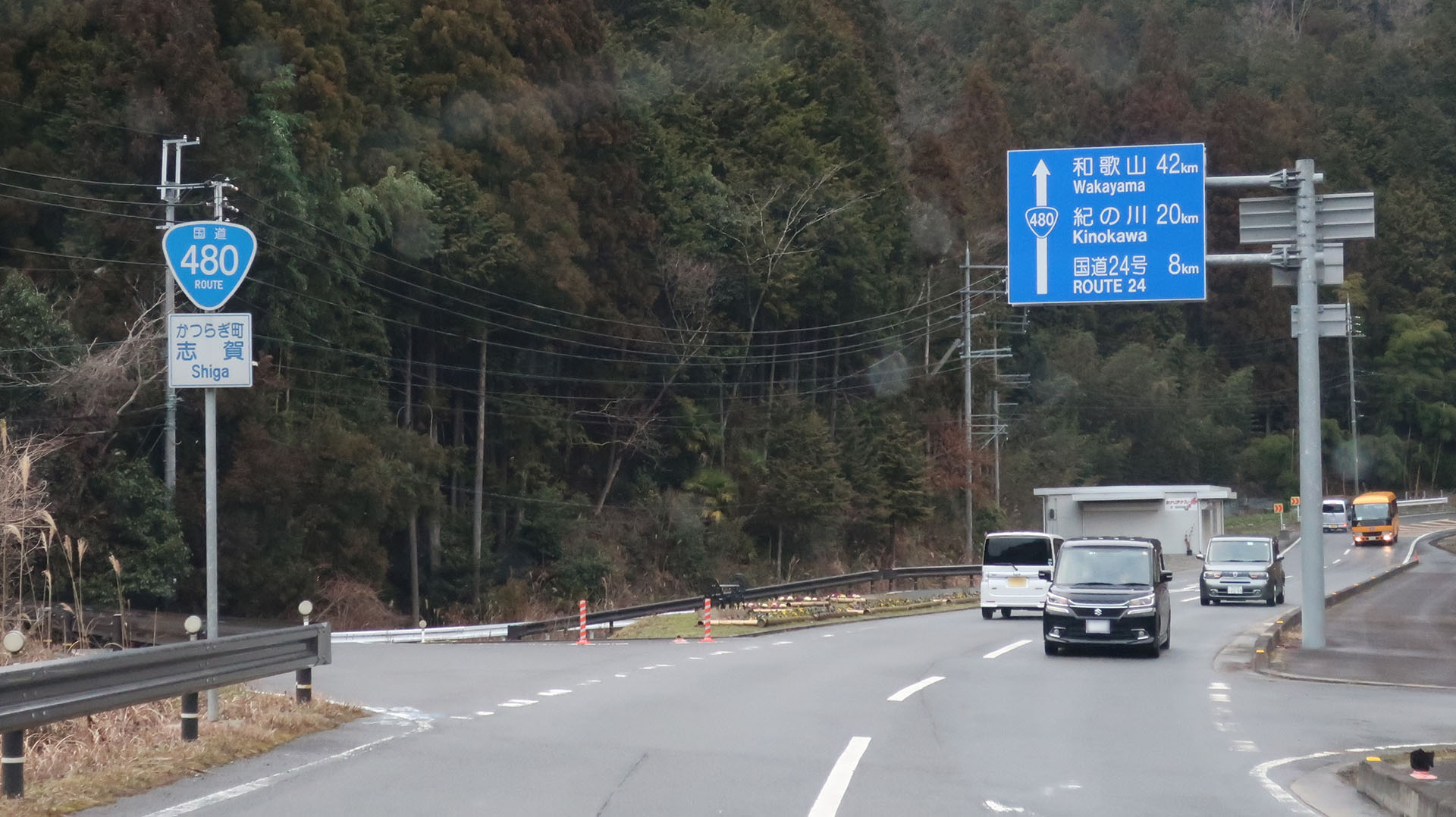
梨子ノ木バイパス
和歌山県伊都郡かつらぎ町

- 父鬼（ちちおに）バイパス・平（たいら）道路[4][5]
父鬼バイパスは、大阪府和泉市松尾寺町から同市父鬼町（和歌山県境）に至る全長7.3 kmの道路。平道路は、和歌山県伊都郡かつらぎ町平（大阪府境）から同町萩原に至る全長約5.7 kmの道路。両府県の全長約13 kmの事業区間うち、府県境部の4.1 kmが2008年度に国土交通省の直轄権限代行による鍋谷峠道路（外部リンク参照）として新たに事業化し[6]、2017年4月1日に開通した[7]。
  - 父鬼バイパス（大阪府事業）
1996年に事業採択され同年に事業着手。2002年、国道170号（大阪外環状線）大野町北交差点より1.7 kmの供用を開始した。この区間には、逢野トンネル (226 m) がある。残りの2.8 kmは2017年4月1日に開通した[8]。
    - 延長 - 4.5 km
    - 規格 - 第3種第3級
    - 道路幅員 - 10.5 m
    - 車線数 - 2車線
    - 車線幅員 - 3.0 m

  - 鍋谷峠道路（直轄権限代行事業[注釈 7]）
国土交通省近畿地方整備局和歌山河川国道事務所が2008年度より改築事業着手。2014年4月浪速国道事務所に移管。2017年4月1日開通[7]。原付と自転車などの軽車両は通行禁止[9]。
    - 延長 - 4.1 km
    - 規格 - 第3種第3級
    - 車線数 - 2車線
    - 車線幅員 - 3.0 m
    - 設計速度 - 50 km/h
    - 鍋谷峠トンネル部分 - 3,697 m （NATM工法で建設）[10]

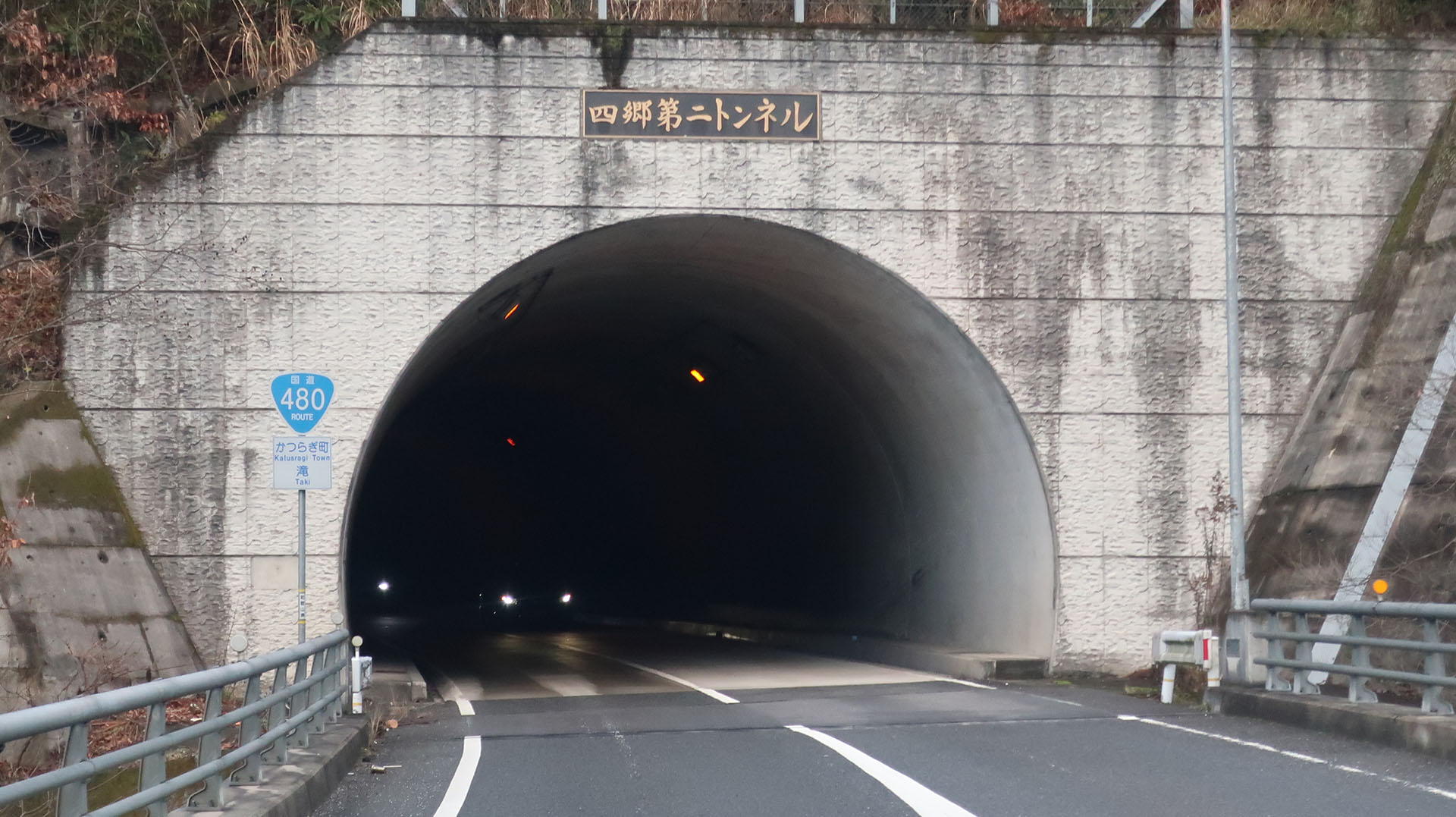
平道路 (四郷第二トンネル)
和歌山県伊都郡かつらぎ町

  - 平道路（和歌山県事業）平道路 (四郷第二トンネル)
 和歌山県伊都郡かつらぎ町
1994年に事業化され用地取得に着手、1998年に工事着手。2006年、かつらぎ町東谷から同町萩原までの3.4 kmの供用を開始した。供用中の区間には、四郷第1トンネル・四郷第2トンネルがある。なお、平道路の南端である北川橋東交差点から国道24号の間は整備されず、和歌山県道125号那賀かつらぎ線に接続して一体的な整備道路を構成している。
    - 延長 - 4.3 km
    - 規格 - 第3種第3級
    - 道路幅員 - 11 m
    - 車線数 - 2車線
    - 車線幅員 - 3.0 m
- 梨子ノ木（なしのき）バイパス[11][12]梨子ノ木バイパス
 和歌山県伊都郡かつらぎ町
和歌山県伊都郡かつらぎ町志賀から同町高野町花坂に至る、全長3.7 km・両側2車線（幅員11.0 m）の道路。梨子ノ木峠の直下に建設された志賀高野山トンネルが供用され、峠の交通をなす。なお、峠部分（旧道）は幅員が狭いほか急勾配と急カーブが続く道だった。
2003年に志賀高野山トンネルの建設工事が開始され、2007年3月に供用開始した。事業費は約20億円。
- 花坂から高野山大門間の拡幅事業
花坂拡幅（国道370号と国道480号の重複区間）と花坂-大門拡幅の2つ区間で拡幅事業を実施[6]。2015年3月6日に完成した[13]。
- 中南（ちゅうなん）バイパス
和歌山県伊都郡かつらぎ町花園中南から同町花園九木に至る、全長0.8km[14]・両側2車線の道路[注釈 8]。
- 三田（みた）バイパス[15]
和歌山県有田郡有田川町清水から同町三田に至る、全長1.2 km・両側2車線の道路。総延長の約7割の区間を、三田トンネル (544 m) および橋梁が占めている。なお、この道路がある区間は和歌山県道19号美里龍神線との重複となっている。
1998年に建設工事が開始され、2006年11月17日に供用開始した。事業費は約49億円。なお、事業中に橋梁の設計ミスが判明したため、補強などの対応がなされている[16]。
- 岩野河（いわのがわ）バイパス[要出典]
和歌山県有田郡有田川町川口から同町岩野河に至る、全長1.5 km・両側2車線（幅員7 m）の道路。全区間が旧金屋町内となっている。
2007年に事業開始され、2013年に供用開始。
- 長谷川（はせがわ）バイパス[要出典]
- 須谷（すがい）バイパス[17]
和歌山県有田市宮原町須谷から同県有田郡有田川町田口に至る、全長1.5 km・両側2車線の道路。
2005年8月に供用開始した。

#### 道路改良
- JR阪和線交差部の改良（都市計画道路和泉中央線）
当道路の起点にほど近いJR阪和線との交差部（和泉府中駅南側）は列車頻度が多いことからいわゆる「開かずの踏切」となっており、しばしば渋滞が発生していたが、大阪府により都市計画道路として当道路をアンダーパスとする単独立体交差事業が行われ、2011年3月24日より供用開始した[18]。

### 重複区間

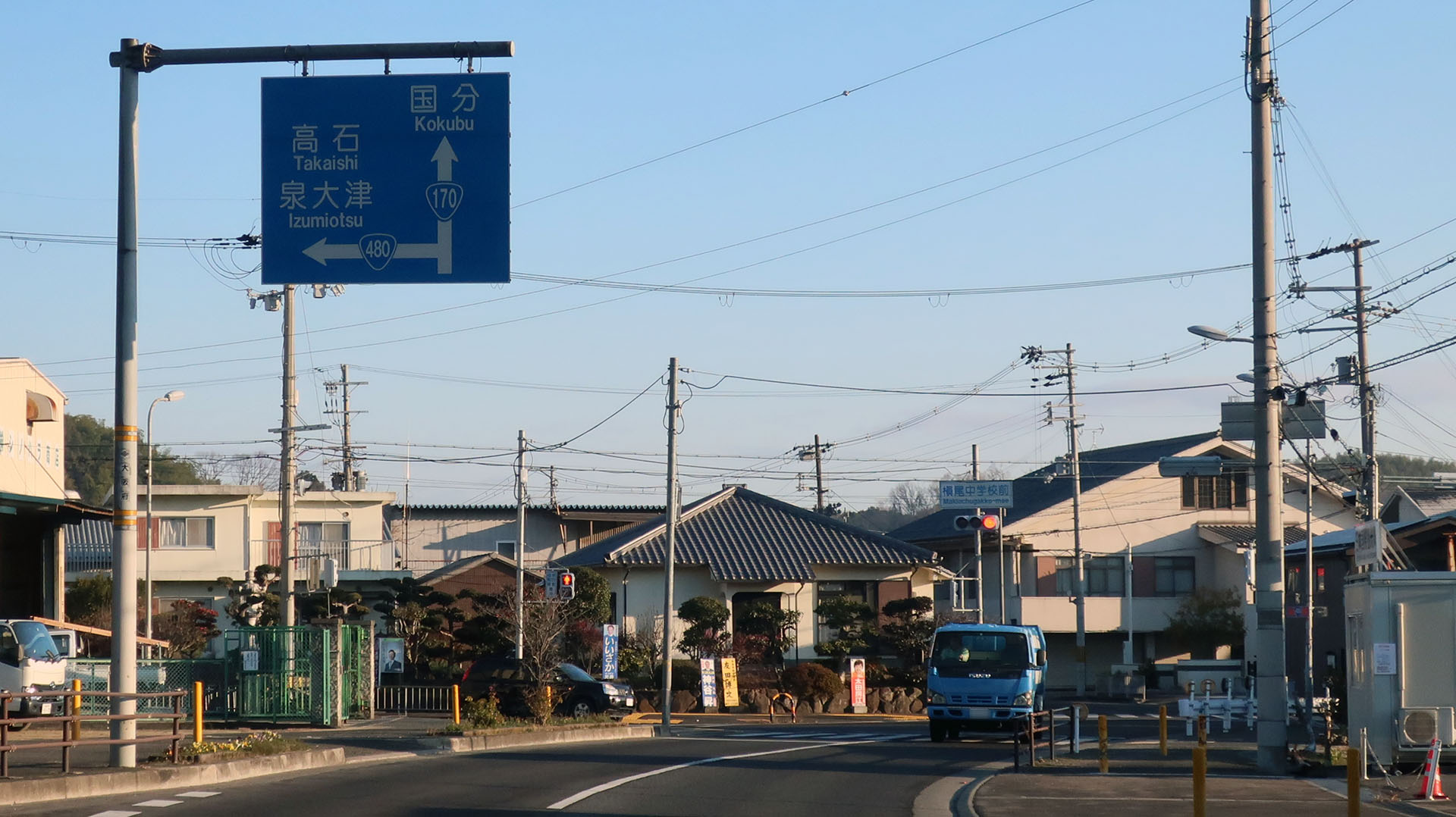
国道170号（重複区間）との分岐
大阪府和泉市仏並町

- 国道170号（大阪府和泉市・槇尾中学校前交差点 - 和泉市・大野町交差点）
- 国道24号（和歌山県紀の川市・穴伏交差点 - かつらぎ町笠田東）
- 国道370号（和歌山県高野町・花坂西交差点 - 高野町・矢立交差点）
- 国道424号（和歌山県有田川町金屋 - 有田川町・中井原交差点）

### 道路施設

#### 道の駅
- 和歌山県
  - くしがきの里（伊都郡かつらぎ町）
  - 紀の川万葉の里（伊都郡かつらぎ町）
  - しみず（有田郡有田川町）
  - あらぎの里（有田郡有田川町）
  - 明恵ふるさと館（有田郡有田川町）

## 地理

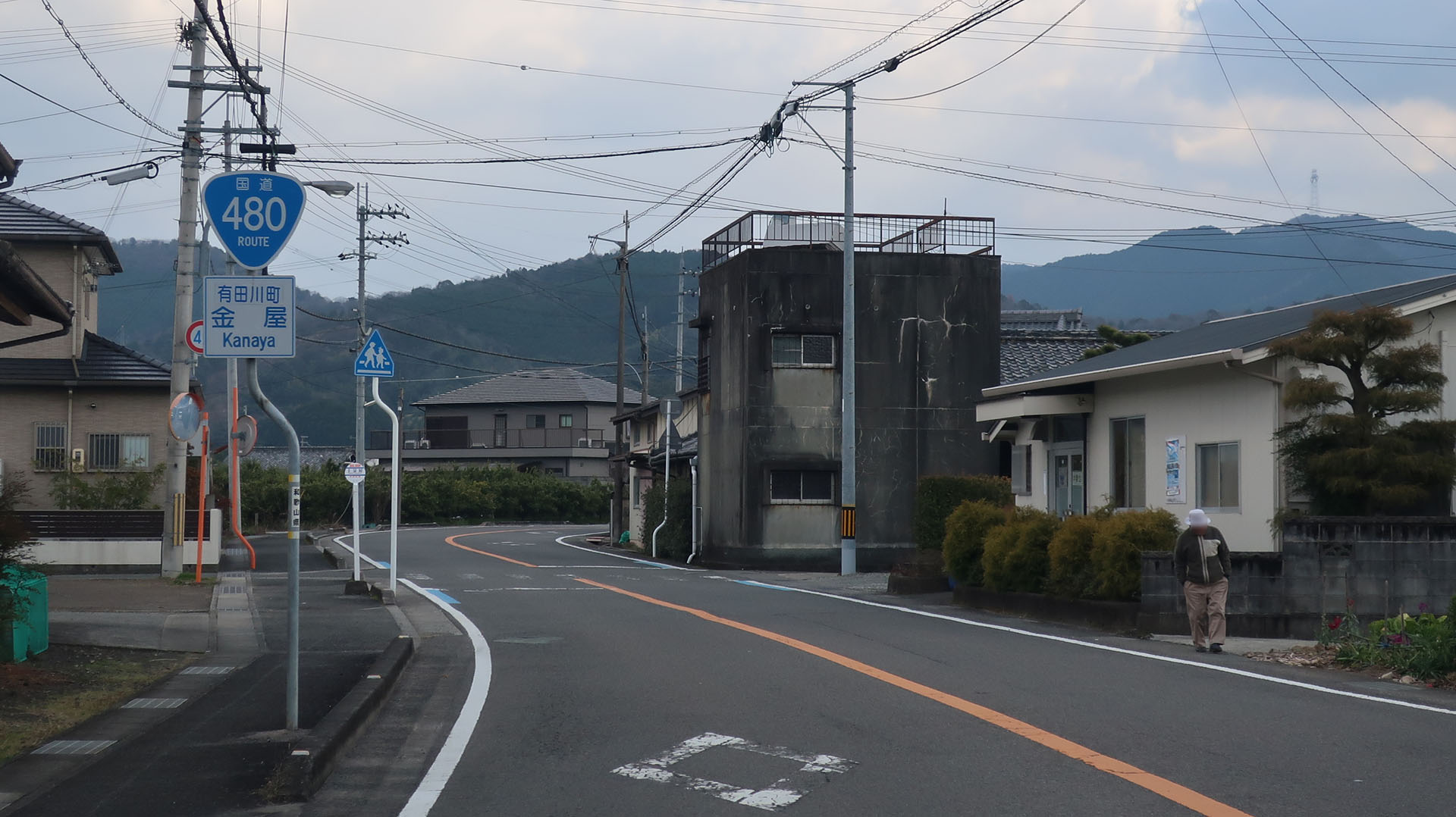
和歌山県有田郡有田川町金屋
2020年2月撮影

### 通過する自治体
- 大阪府
  - 泉大津市 - 和泉市
- 和歌山県
  - 伊都郡かつらぎ町 - 紀の川市 - 伊都郡かつらぎ町 - 伊都郡高野町 - 伊都郡かつらぎ町 - 有田郡有田川町 - 有田市

### 交差する道路
| 交差する道路                                    | 交差する場所 | 交差する場所 | 交差する場所 | 交差する場所 | 備考                                                              |
| ----------------------------------------------- | ------------ | ------------ | ------------ | ------------ | ----------------------------------------------------------------- |
| 国道26号                                        | 大阪府       | 泉大津市     | 泉大津市     | 穴田         |                                                                   |
| 大阪府道38号富田林泉大津線                      | 大阪府       | 泉大津市     | 泉大津市     | 穴田         | これより和泉市阪本町まで大阪府道38号富田林泉大津線と重複          |
| 大阪府道30号大阪和泉泉南線                      | 大阪府       | 和泉市       | 和泉市       | 和泉市役所北 |                                                                   |
| 大阪府道30号大阪和泉泉南線（バイパス）          | 大阪府       | 和泉市       | 和泉市       | 府中町地先   |                                                                   |
| 大阪府道38号富田林泉大津線〈泉北1号線〉         | 大阪府       | 和泉市       | 和泉市       | 室堂町北     |                                                                   |
| 大阪府道223号三林岡山線〈泉州山手線〉           | 大阪府       | 和泉市       | 和泉市       | 室堂町北     |                                                                   |
| 国道170号（旧道）                               | 大阪府       | 和泉市       | 和泉市       | 槇尾中学校前 | これより和泉市槇尾中学校南まで国道170号（旧道）と重複             |
| 国道170号〈大阪外環状線〉（新道）               | 大阪府       | 和泉市       | 和泉市       | 槇尾中学校南 | これより和泉市大野町北まで国道170号〈大阪外環状線〉（新道）と重複 |
| 国道170号（新旧連絡道）                         | 大阪府       | 和泉市       | 和泉市       | 大野町北     | これより和泉市大野町まで国道170号（新旧連絡道）と重複             |
| 国道170号（旧道）                               | 大阪府       | 和泉市       | 和泉市       | 大野町       |                                                                   |
| 和歌山県道125号那賀かつらぎ線                   | 和歌山県     | 伊都郡       | かつらぎ町   | 北川橋東     | ※笠田小南までのバイパスを兼ねている                               |
| 国道24号                                        | 和歌山県     | 紀の川市     | 紀の川市     | 穴伏         | これよりかつらぎ町（笠田東）まで国道24号と重複                    |
| 和歌山県道125号那賀かつらぎ線                   | 和歌山県     | 伊都郡       | かつらぎ町   | 笠田小南     | ※笠田中までのバイパスを兼ねている                                 |
| 国道24号                                        | 和歌山県     | 伊都郡       | かつらぎ町   | （笠田東）   |                                                                   |
| 和歌山県道13号和歌山橋本線                      | 和歌山県     | 伊都郡       | かつらぎ町   | 東渋田       |                                                                   |
| 和歌山県道4号高野口野上線                       | 和歌山県     | 伊都郡       | かつらぎ町   | 御所         |                                                                   |
| 和歌山県道4号高野口野上線                       | 和歌山県     | 伊都郡       | かつらぎ町   | 星山         |                                                                   |
| 和歌山県道3号かつらぎ桃山線                     | 和歌山県     | 伊都郡       | かつらぎ町   | 志賀         |                                                                   |
| 国道370号                                       | 和歌山県     | 伊都郡       | 高野町       | 花坂西       | これより高野町矢立まで国道370号と重複                             |
| 国道370号                                       | 和歌山県     | 伊都郡       | 高野町       | 矢立         |                                                                   |
|                                                 | 和歌山県     | 伊都郡       | 高野町       | 大門         |                                                                   |
| 国道371号 （2015年3月28日に開通した高野山道路） | 和歌山県     | 伊都郡       | 高野町       | （高野山）   |                                                                   |
| 旧・国道371号                                   | 和歌山県     | 伊都郡       | かつらぎ町   | 花園中南     |                                                                   |
| 和歌山県道19号美里龍神線                        | 和歌山県     | 有田郡       | 有田川町     | 清水橋東詰   |                                                                   |
| 和歌山県道19号美里龍神線                        | 和歌山県     | 有田郡       | 有田川町     | （三田）     |                                                                   |
| 国道424号                                       | 和歌山県     | 有田郡       | 有田川町     | 丹後の森     | これより有田川町中井原まで国道424号と重複                         |
| 国道424号                                       | 和歌山県     | 有田郡       | 有田川町     | 中井原       |                                                                   |
| 和歌山県道18号海南金屋線                        | 和歌山県     | 有田郡       | 有田川町     | 糸野         |                                                                   |
| 和歌山県道20号有田湯浅線                        | 和歌山県     | 有田市       | 有田市       | 安諦橋北詰   |                                                                   |
| 国道42号                                        | 和歌山県     | 有田市       | 有田市       | 有田大橋北詰 |                                                                   |

※ 交差する場所の括弧書きは地名、それ以外は交差点名で表示

### 交差する鉄道
- JR西日本 阪和線（大阪府和泉市府中町1丁目）
- 南海電気鉄道 南海泉北線（大阪府和泉市室堂町）
- JR西日本 和歌山線（和歌山県紀の川市穴伏）
- JR西日本 紀勢本線（和歌山県有田市宮原町須谷）

### 主な峠

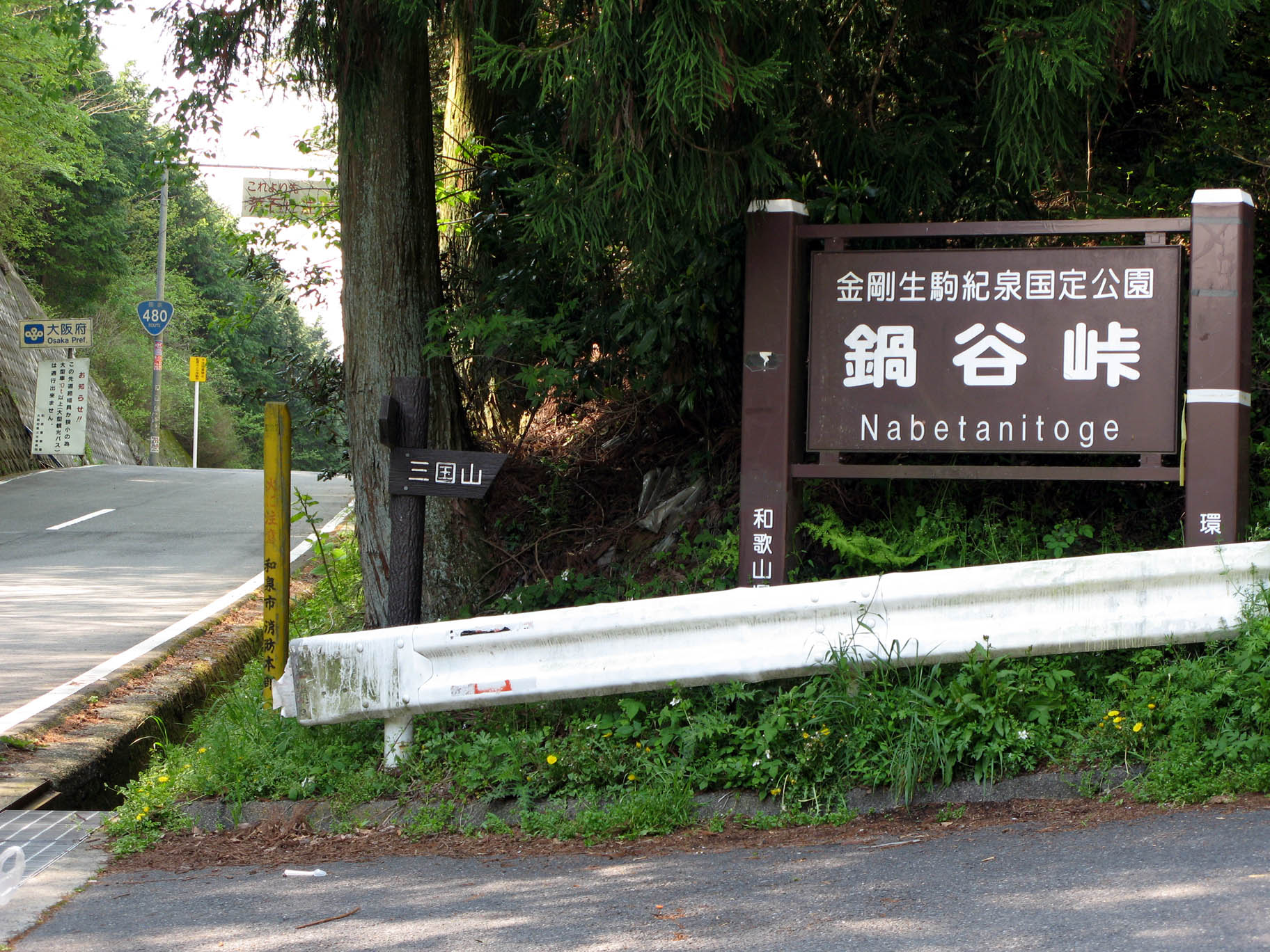
鍋谷峠（府県境）
和歌山県伊都郡かつらぎ町

- 鍋谷峠（和歌山県伊都郡かつらぎ町 - 大阪府和泉市）
- 矢立峠（高野町花坂）
高野町花坂と高野町細川の間にある峠。西高野街道と町石道の高野参詣道（古道）合流点にあり、古くから茶屋や峠の下に宿場があった。旧高野山道路時代はここに矢立料金所があり、現在も矢立は国道480号と国道370号の合流点の交差点名となっている。